# In einer Nacht des Jahres 1943
In einer Nacht des Jahres 1943 (ital. „Una notte del ’43“) ist der Titel einer 1955 publizierten Erzählung von Giorgio Bassani. Sie spielt in der Zeit des Faschismus in Ferrara: Der gelähmte Apotheker Pino Barilari beobachtet von seinem Fenster aus die nächtliche Erschießung oppositioneller Bürger und anschließend die Rückkehr seiner jungen Frau Anna von einem heimlichen Treffen mit ihrem Liebhaber. Die deutsche Übersetzung von Herbert Schlüter erschien 1964.

## Inhalt

### Einleitung
Vom Caffé della Borsa aus, unter den Arkaden am Corso Roma, beobachten die meist einheimischen Gäste die auf der anderen Straßenseite vorbeiziehenden Kultur-Touristen (Kap. 1). Diese laufen ahnungslos an einer Mauer entlang, an der in einer Dezembernacht des Jahres 1943 elf Bürger Ferraras, die man aus dem Gefängnis in der Via Piangipane oder aus ihren Wohnungen geholt hatte, von Faschisten „niedergemäht“ wurden. Die Spuren der Erschießung sind nicht mehr sichtbar, da die größeren Einschusslöcher in der Mauer inzwischen zugestopft worden sind, aber die Kaffeehausgäste wissen Bescheid und beobachten gespannt, ob die Touristen „an einer bestimmten Stelle, so als ob ein elektrischer Strom durch [ihre] ganzen Körper ginge, [die Köpfe] hochreißen und von [ihrem] Fremdenführer aufblicken“ oder ob sie die „Achtung“ rufende Sopranstimme Pino Barilaris hören, der sie vom Fenster seiner über seiner Apotheke gelegenen, von den Arkaden verdeckten Wohnung mit einem Feldstecher beobachtet.

### Romreise
Seit dem Sommer 1939 sitzt Pino im Pyjama mit gelähmten Beinen am Fenster „wie in einer Proszeniumsloge über der belebten Bühne des Corso Roma“. Seine Krankheit ist die Folge einer Rückenmarksschwindsucht, die ins Jahr 1922 zurückreicht (Kap. 2): Der unauffällige 17-jährige Gymnasiast fährt mit einem Faschisten-Trupp (Squadristi) aus Ferrara nach Rom, um den Staatsstreich Mussolinis zu unterstützen. Längere Unterbrechungen auf der Hin- und Rückfahrt nutzen die Schwarzhemden für Kneipen- und Bordellbesuche. Pino weigert sich, daran teilzunehmen. Erst beim letzten Aufenthalt des Zuges in Bologna zwingt ihn der „Sciagura“ (Unheil) genannte Führer, der alte Kämpfer Carlo Aretusi, mit vorgehaltener Pistole, seinen Widerstand aufzugeben. Sein erster Sexualkontakt führt zu einer Syphilis-Infizierung und 17 Jahre später zur Lähmung der Beine. Nach der Romaktion verschwindet Pino wieder aus dem Bild der Öffentlichkeit bis zum Tod Dr. Francesco Barilaris 1936. Zum Erstaunen der Mitbürger übernimmt der Sohn sofort im weißen Kittel den Platz seines Vaters hinter dem Ladentisch, führt mit vollendeter Sicherheit das Geschäft und lässt sich als Doktor anreden. Die zweite Überraschung folgt ein Jahr später, als der 32-jährige „Duckmäuser“ mit „unvermuteter Geschicklichkeit“ die von vielen begehrte temperamentvolle 17-jährige blonde Schönheit Anna Repetto heiratet, ohne dass jemand die Entwicklung der Liebesbeziehung bemerkt hat. Die Tochter des Wachtmeisters der Carabinieri schien vom Schicksal für Bedeutenderes als eine bescheidene bürgerliche Ehe mit einem Apotheker vorgesehen zu sein: Filmstar, Gattin eines „großen Tieres“ usw.

### Erschießungen
Vier Jahre nach Ausbruch seiner Erkrankung gerät der Apotheker wieder in den Mittelpunkt des Interesses. Es ist die Zeit des politischen Umbruchs in Italien. Auslöser des von Pino Barilari beobachteten Ereignisses in der Nacht des 15. Dezember ist das Attentat auf den faschistischen Konsul Bolognesi in der Nähe Ferraras. Bolognesi sollte seine Partei im Gebiet um Ferrara reorganisieren und die neue Regierung stabilisieren. Es folgen Racheaufrufe, und eine nächtliche Ausgangssperre wird verordnet. In der Stadt breitet sich unter den Antifaschisten und den Bürgerlichen, die sich nach dem Sturz Mussolinis von seiner Partei distanziert, aber ihre Wiedererstarkung in Norditalien nicht ohne Sympathie verfolgt haben, Angst aus. Über die Ermordung des Konsuls, der keiner Fliege etwas zu Leide getan habe, ist man entsetzt und befürchtet mit dem Auflodern des Partisanenkriegs nach jugoslawischem Beispiel „[d]ie Vernichtung aller Werte der mediterranen und der abendländischen Kultur, der geistigen, religiösen ebenso wie der materiellen, in einem Wort de[n] Kommunismus, das [sei] das letzte Ziel des Partisanenkrieges.“
In der Nacht des 15. Dezember kommt es in der Stadt zu Schießereien und am nächsten Morgen findet man an der Mauer gegenüber dem Caffé della Borsa und der Apotheke elf Leichen (Kap. 3). Man rätselt über die Herkunft der Täter: Die durch die Stadt gefahrenen Lastwagen sollen Nummernschilder aus Verona und Padova gehabt haben. Andererseits weist die Auswahl der Opfer auf genaue Ortskenntnisse hin und man hat am Abend bewaffnete Posten mit Totenkopf-Symbolen und Ausrüstung der faschistischen Milizen beobachtet. Da die Hingerichteten zwei verschiedenen politischen Lagern zugerechnet werden, gibt es auch Spekulationen über das Motiv. Die Täter holten einerseits politische Gefangene, Sozialisten und Gewerkschaftler sowie Mitglieder der sozialliberalen Aktionspartei, aus dem Gefängnis in der Via Piangipane. Andererseits verhafteten sie oppositionelle Faschisten, die im Haus des Nationalrats Abbove an Geheimtreffen teilgenommen hatten, in ihren Wohnungen. Bei diesen Zusammenkünften ging es um eine Unterstützung des Königs bei dem Waffenstillstand mit den Alliierten und den Widerstand gegen eine Zusammenarbeit der Italienische Sozialrepublik Mussolinis mit Deutschland. Da auch zwei der Deportation entgangene Juden, die sich auf ihrem Dachboden versteckt hielten, erschossen wurden, vermuten die Ferrareser, dass der alte faschistische Kämpfer „Sciagura“ der Rädelsführer der Bande war. Er nahm nie an den Geheimtreffen teil und betrachtet die Teilnehmer als „Wühlmäuse“. Am Morgen des 16. Dezember übernimmt er die Befehlsgewalt in der „Federazione“ und bezeichnet in seiner Ansprache bei der Beerdigung des Konsuls die in der vorangegangenen Nacht füsilierten Männer als Verräter. Am Hinrichtungsort weisen ihn seine Milizionäre auf Pino Barilari als Beobachter der nächtlichen Szene hin und  „Sciagura“ ändert seinen Plan, die Leiche zur Abschreckung an der Mauer liegen zu lassen.

### Pino und Anna
1950, zwei Jahre nach ihrer Scheidung von Pino, erzählt Anna ihren Liebhabern die Geschichte ihrer Ehe und der Ereignisse in der Nacht der Erschießung (Kap. 5): Sie hat ihren Mann immer lieb gehabt, doch nach seiner Lähmung verändert sich ihre Beziehung zu einer schwesterlichen bzw. mütterlichen und sie schlafen in getrennten Räumen. Pino scheint damit zufrieden zu sein, doch seine etwa 20-jährige Frau hat noch andere Bedürfnisse. Nachdem sie ihn gegen neun Uhr ins Bett bringt und ihm seine Injektion gibt, geht sie gelegentlich noch einmal unter einem Vorwand in die Apotheke und verlässt heimlich das Haus, um sich für etwa eine Stunde mit einem Liebhaber aus ihrer Schülerzeit zu treffen: „[Z]wei Menschen [könnten] sehr wohl miteinander schlafen und sich doch keineswegs lieben!“ In der Nacht des 15. Dezember kann sie wegen der Schießereien erst um vier Uhr früh ins Haus zurückkehren und sieht, wie Pino sie von seinem Fenster aus beobachtet. Als sie in sein Zimmer tritt, um ihm mit einer Ausrede die Situation zu erklären, sie hat als Apothekerin einen Passierschein für Ausgangssperren, liegt ihr Mann im Bett und scheint zu schlafen. Weder am nächsten Morgen noch später spricht er sie auf ihren nächtlichen Ausflug an. Äußerlich verändert sich in ihrer Beziehung nichts, doch er ruft sie nicht mehr aus der Apotheke herauf, um ihr, wie zuvor, stolz seine gelösten Kreuzworträtsel und Rebusse zu zeigen. Er entwickelt die Manie, den gegenüberliegenden Bürgersteig mit einem Fernglas zu überwachen, und wird immer sonderbarer, so dass Anna Angst hat, bei einem längeren Zusammenleben mit ihm wahnsinnig zu werden.

### Prozess
Im Sommer 1946 findet in der ehemaligen „Casa de Fascio“ der Prozess gegen die für die Erschießung der elf Ferrareser Bürger verantwortlichen Faschisten statt (Kap. 4). Der Provinzialsekretär der Partisanenvereinigung Nino Bottecchiari hat die Spuren verfolgt und einige tatverdächtige Milizionäre, v. a, den Anführer Carlo Aretusi, in Gefängnissen und ihren Verstecken aufgespürt. Als Kronzeuge soll Pino Barilari vor Gericht aussagen. In der Verhandlung streiten alle Beschuldigten die Tat ab. Aretusi bezeichnet die Vorwürfe als unhaltbare Verleumdungen. Er habe in seinem Amt als Führer der „Segreteria Federale“ dafür gesorgt, dass die Leichen der Opfer sofort den Familien übergeben wurden. Für die Erschießungen und Deportationen seien die deutschen Besatzer verantwortlich. Er habe immer unschuldige Bürger, auch Oppositionelle, geschützt. Als Beweis führt er die Entlassung der Sozialisten Mauro Bottechiari und Clelia Trotti zu Weihnachten 1943 aus dem Gefängnis in der Via Piangipane an, die auf seine Initiative geschehen sei. Er fordert das Gericht auf, Zeugen zu nennen. Pino wird, von Anna gestützt, in den Saal geführt. Sciagura blinzelt ihm „mit einem kaum wahrnehmbaren Zwinkern des Einverständnisses zu“ und Barilari sagt aus, er habe die Nacht über geschlafen.

### Anna
Nicht nur Pino verändert sich nach der Mordnacht, sondern auch Anna (Kap. 5). Nach der Trennung 1948 mietet sich die fast 30-Jährige eine Erdgeschosswohnung am Corso Giovecca, kleidet sich wie ein „Existentialistenmädchen von Paris und Rom“, besucht Restaurants und Trattorien in der Via San Romano und „lebt[-] sich aus“, wie es heißt, wahllos mit Männern verschiedener Schichten. Später überschreitet sie auch die Grenzen zur Prostitution. Sie wirkt oft depressiv mit schwankendem Gemütszustand und gilt bei ihren Liebhabern und Kunden als launischer und schwieriger Charakter, denn sie verstimmt sie mit Erzählungen von ihrer Ehe mit Pino und v. a. dem Erlebnis in der Mordnacht: „Sie und ihr Mann, ihr Mann und sie: das war ihr einziges Thema.“

## Bassanis Ferrara-Erzählungen
Um Bassanis „Die Gärten der Finzi-Contini“ gruppiert sich eine Reihe „Ferrareser Geschichten“, deren Haupthandlungen jeweils von den 1920er bis in die 1940er Jahre spielen. Sie werden entweder von einer der Figuren, dem Sohn einer großbürgerlichen jüdischen Familie, oder einem anonymen Erzähler und Beobachter der Ferrara-Szene vorgetragen und setzen einen ähnlichen Erlebnishorizont wie der des 1916 in Ferrara geborenen Autors voraus.
Der Provinzialsekretär der Partisanenvereinigung Nino Bottecchiari, auf dessen Initiative der Prozess zustande kommt, ist aus der Erzählung „Eine Gedenktafel in der Via Mazzini“ bekannt. Im Prozess leugnet der Anführer der Faschisten-Miliz Carlo Aretusi seine Beteiligung an der Erschießung und begründet seine friedfertige Haltung damit, dass auf seine Intervention hin die Sozialisten Mauro Bottechiari und Clelia Trotti zu Weihnachten 1943 aus dem Gefängnis entlassen wurden. Die beiden sind Haupt- bzw. Nebenfigur in „Die letzten Jahre der Clelia Trotti“.

## Adaptionen
- Film 1960: Die lange Nacht von 43 („La lunga notte del ’43“)
- Hörbuch 2016: „Una notte del ’43“. Fünf Stimmen aus Ferrara. Projekt von Stefano Muroni unter der Schirmherrschaft der Fondazione Giorgio Bassani, Institut für Zeitgeschichte von Ferrara und der Stadt Ferrara[9] mit Monica Chiarabelli, Massimo Malucelli, Fabio Mangolini, Stefano Muroni und Marco Sgarbi. Hörbuch: emonsaudiolibri (Mp3, 1h 27m) 2016. Textausgabe: Giangiacomo Feltrinelli Editore 2017, Rundfunk: Radio Onda Rossa, 25. April 2017.